# Herri met de Bles

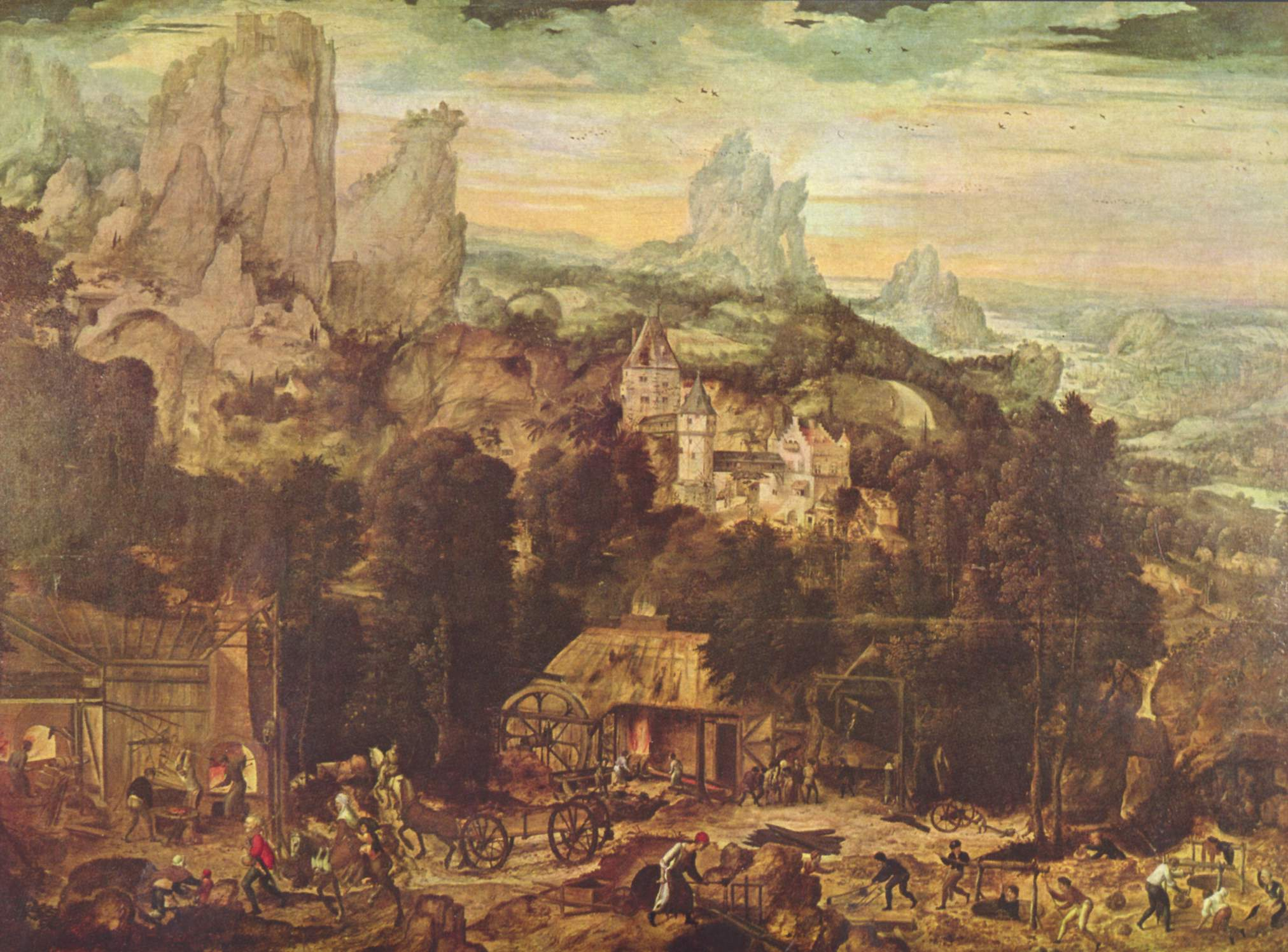
Minas de cobre.

Herri met de Bles, también llamado Henrico de Dinant, Henrri de Bouvignes (Dinant, c. 1510-en 1567 o antes) fue un pintor flamenco de paisajes. Su estilo es renacentista y es uno de los contribuyentes al Manierismo.
Activo en Amberes de 1533 a 1566, se ha identificado por algunos historiadores con Herry de Patenier.
Se unió al gremio de San Lucas en Amberes en 1535.

Un supuesto viaje a Italia no se ha acreditado documentalmente, pero se dice que su trabajo se popularizó allí donde era conocido por el nombre de "Civetta" por el pequeño búho que aparecía en sus obras (normalmente en el hueco de un árbol o en la cavidad entre dos rocas) y que Karel van Mander lo consideró como su firma. El nombre de Herri met de Bles traducido directamente del holandés como Herri el resplandeciente se le designó así probablemente por su característico blanco mechón de pelo. 
Un documento de 1567 demuestra su defunción en torno a esa fecha.

## Biografía
Estéticamente sus obras pueden posicionarse en el segundo cuarto del siglo XVI con la generación de paisajistas como Joachim Patinir creador del género y Pieter Brueghel el Viejo, quien pasó a ser miembro del gremio en 1551. Bles dirigió un taller que incluía artesanos a menudo especializados en diferentes partes de la pintura: unos se hacían responsables de las figuras, otros de la arquitectura y otros de los paisajes. Actualmente ha sido prácticamente imposible distinguir una obra realizada por Bles de las que se producían en su taller. De cualquier modo, en las obras no figuraba una firma concreta, lo que es muy habitual en este periodo.
Herri Bles trabajó en Amberes aunque es posible que hiciese algunos viajes entre ellos uno no documentado a Italia. Tuvo éxito en vida y fue popularmente recordado después de ella como enseñan las existencias de ricos mercantiles no solo en los Países Bajos e Italia sino en varios países.[cita requerida]

## Obras
Contribuyó junto a Joachim Patinir en la creación de un estilo paisajista distinto al del Renacimiento del Norte combinando historias y escenas religiosas en composiciones definidas por efectos atmosféricos y perspectivos. Ambos realizaron paisajes enfocados desde un elevado punto de vista y terrenos rocosos. No pretendían crear percepciones realistas sino afectos atmosféricos. Bles tendía a incluir pequeñas figuras involucradas en actividades con significado, episodios religiosos o actividades cotidianas como la agricultura o el comercio. 
Sus paisajes son diferentes a los de Patinir generalmente porque incluye más profundidad en sus pinturas y se aprecia más detalle en ellas. Los colores que emplea son menos ricos.

### Análisis pictórico
Los estudios muestran un interesante resultado, en el paisaje con el Sacrificio de Isaac se encuentra una iconografía incongruente: se observa una escena de agresión en la parte izquierda que está siendo ignorada por el grupo de cazadores representado en la parte derecha. Además la representación de la agresión, en términos estilísticos,  es distinta a la de los cazadores. Observaciones minuciosas de la pieza muestran una superposición de pintura que cubre en su totalidad la ladera de la parte izquierda, algo inusual en el estilo de Bles aunque el resto de la composición , sin embargo, es característico de su taller. Los estudios técnicos realizados revelan que el cuadro se realizó en el periodo de actividad de Henri Bles. Algunas fuentes concluyen que la realización completa de la obra la ejecutó Pieter Brueghel o Valckenborch. En cualquier caso se realiza después de su muerte. 
En La bendición de Jacobo se aprecia un palacio renacentista. En el lateral del edificio aparecen dos personajes interpretados como Rebeca llevando a Jacobo ante su adre Isaac.  
El estudio de otra obra titulada barco de guerra en montañosa estuaria revelan la ausencia de figuras, teniendo en cuenta en el periodo que se encuentra es un dato curioso. La mayoría de las obras en esta etapa contenían figuras humanas.